# デッドモール

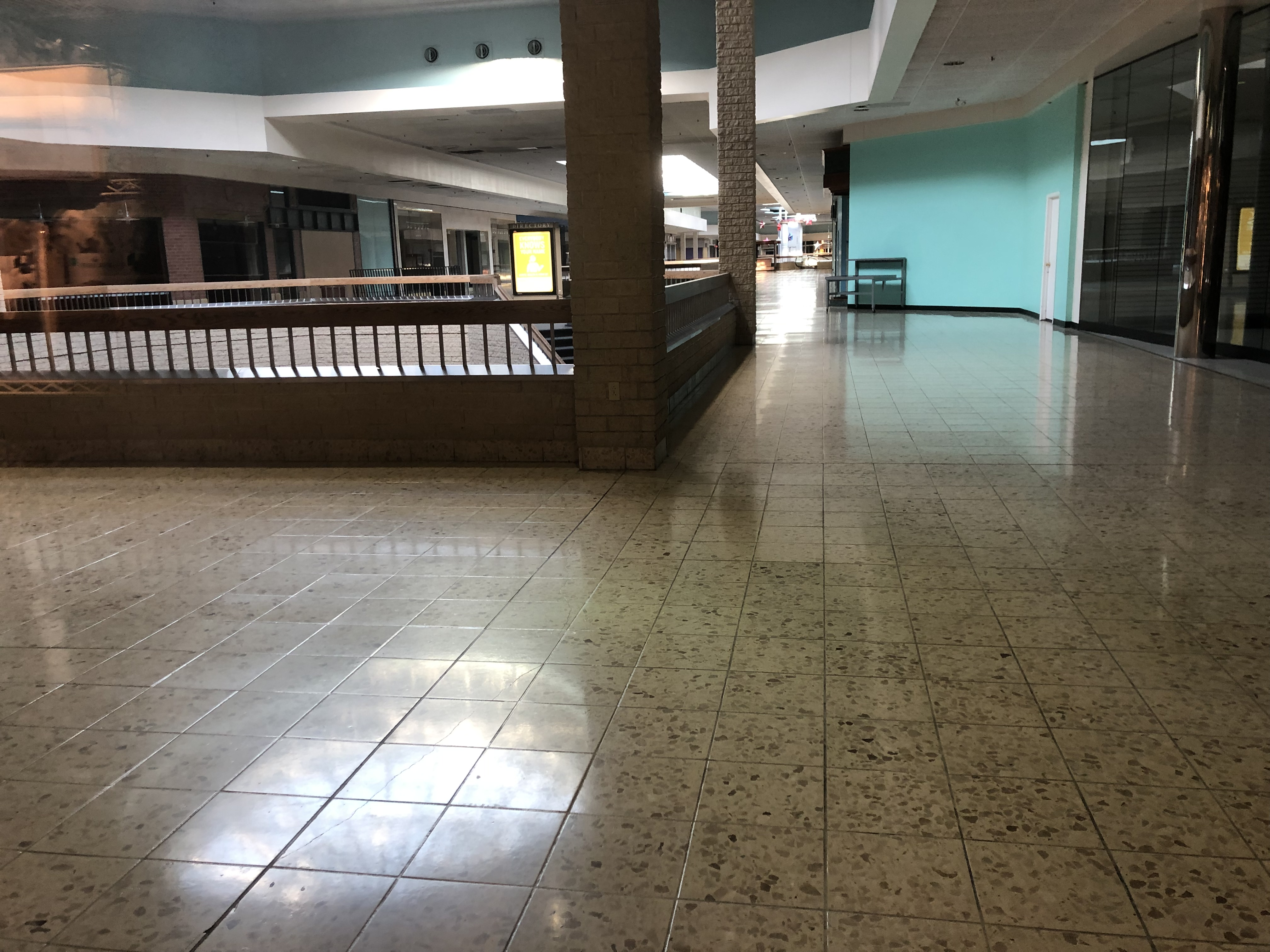
アメリカ・ペンシルバニア州ピッツバーグ近郊のウェストミフリンにある「センチュリーIIIモール」

デッドモール (英∶dead mall) は、入居するテナントの相次ぐ撤退により、稼働率が極端に低い（営業する店舗などが著しく少ない）状態で営業を継続するショッピングモール（ショッピングセンター）を指す。
ショッピングモール自体が閉鎖され、廃墟化した状態で建物が放置されている場合もこれに含むことがある。別名「廃虚モール」「廃虚アウトレットモール」と呼ばれることもある。

## 概要
商業施設がデッドモールと化す理由は様々で、ネットスーパーやECサイトが普及し、目当ての商品を手軽に購入できるようになったことや、独身化・少子高齢化によるライフスタイルの変化、都心回帰現象に加え、若者の車離れや高齢化により自家用車を運転しない（できない）者が増加することによるロードサイド店舗の衰退、消費者の価値観の変化、店舗の乱立によるオーバーストアの発生などが要因とされている。小売業の低迷が続くアメリカではこの問題が顕在化しており、同国の1人当たりの小売面積は約2.2平方メートルにも及び、需要の2倍および3倍にのぼるとされている。
日本では、1980年代後半から1990年代前半のバブル時代に大型再開発が続き、2000年の大規模小売店舗法（大店法）改正による規制緩和で全国各地にショッピングモールの建設が相次いだ。こうして開業したショッピングモールの多くは郊外に立地し、数百から数千・数万台規模の駐車場が完備され、一つの施設内に多様な物販店や飲食店、ゲームセンターなどの娯楽施設や旅行代理店などの各種サービス施設が集まったことから、鉄道やバスなどの公共交通機関が未発達な地方部においては既存の商店街や百貨店を凌ぐ顧客吸引力を武器に成長していった。しかし、2010年代以降は長引く不況や新型コロナウイルス感染症の流行などを受け、テナントが集中的に撤退し稼働率が極端に低い状態に陥るショッピングモールが全国に出現している。

## 世界各国での事例

### アメリカ合衆国
- ランドーバー・モール（Landover Mall) - メリーランド州ランドーバー
  - 1972年に小売大手のシアーズなど4つの核テナントを引っ提げオープン。開業当初はモールの名を歌詞に入れた洒落たBGMの流れるアニメーションのCMが放映されていた。中央に3つの噴水を配し、地下に6つの映画館（1991年に閉鎖）を完備するなど華やかなものであったが、1990年代から主要テナントが相次いで撤退、2002年にシアーズを除き閉店、2006年には解体が始まった。唯一営業を続けていたシアーズも2014年に閉店した。閉店の背景には、立地が犯罪多発地帯であったことも密接に関係している。
- リンカーン・モール（Lincoln Mall）- イリノイ州マッテソン
  - 1973年に大手百貨店のJ.C.ペニーなどを核テナントにオープン。2015年に閉鎖された。
- リージェンシー・スクエア（Regency Square）- バージニア州リッチモンド
  - 1975年にシアーズやJ.C.ペニーなどを核テナントにオープン。核テナントであったシアーズは2017年夏に撤退し[6]、2018年現在はわずかなテナントのみを残しかろうじて営業している状態である[7]。

### 中華人民共和国
- 新華南モール - 広東省東莞市

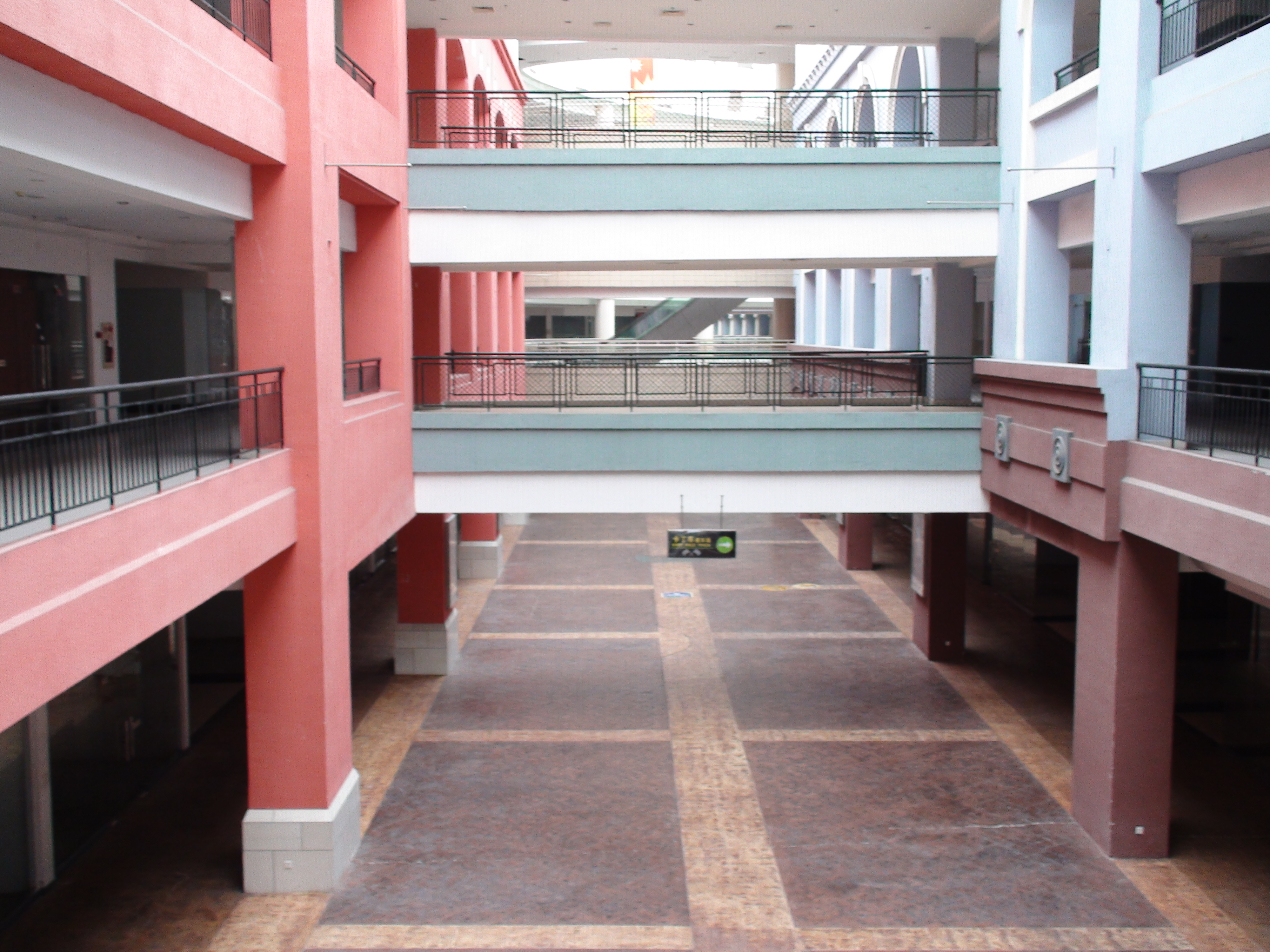
新華南モールの店内

  - 2005年にオープン。約46万平方メートルのショッピングエリアに2350店もの店舗が入居可能で、完成当時は世界最大のショッピングモールと称された。しかし商圏住民の多くが経済的に余裕のない労働者であるという立地条件の悪さなどから、大半が空き区画で購買客もほとんどおらず、事実上の機能停止状態に陥っている。原因は合理的な事業計画のない投機的な不動産投資であると指摘されている[8]。

- ヒマラヤズセンター - 上海市浦東新区
  - 2015年にオープン。上海浦東、地下鉄7号線の花木路駅エリアにあるランドマーク的存在。総面積10万平方m。建物内には、5つ星ホテル、グルメモール、美術館、シアター、映画館などがある。世界的に有名な建築家・磯崎新がデザインを手掛けた。

## 日本での事例
個々の商業施設の概要や入居するテナントなどの詳細は、各施設の記事も参照のこと。
- ピエリ守山 - 滋賀県守山市
  - 大和ハウス工業グループの大和システムとオウミ都市開発の共同開発により、約200のテナントが入居として2008年にオープンしたが、開業前後に発生したリーマン・ショックによる景況悪化や、その後に商圏内へ多数の大型商業施設が開業し競合が激化した影響により、次第に店舗数が減少し2013年末にはわずか3店舗を残すのみとなり「生ける廃墟」「明るい廃墟」「ネオ廃墟」とインターネット上で話題になった[9]。
  - 大和システムは2010年に経営破綻し民事再生法を申請、運営も大和システムからkodo.ccに売却され、施設の改装が計画されるものの実現には至らなかったが、マイルストーンターンアラウンドマネジメントが運営会社の株式を取得し2014年にリニューアルが実施され、デッドモール状態は解消された。
- LCワールド本巣 - 岐阜県本巣市
  - 1992年11月3日に当時の本巣郡真正町に開店。アクセスの悪さや競合店舗の増加によって衰退し、2015年12月31日をもって本館専門店全てが閉店した。
  - それ以降も営業を続けていた核店舗のスーパー・トミダヤは2016年4月20日に営業規模を大幅に縮小し、タマネギの無人販売のみとなる。同年10月25日付でタマネギの無人販売も終了して完全に撤退し、本館は閉鎖され解体された。
  - 2018年には以前のようなモール型ではないものの、跡地に別の店舗が営業開始した上で、LCワールド本巣（2代目）として改めて開業した。
- イオンモール名古屋みなと - 愛知県名古屋市港区
  - 1999年に「ベイシティ品川」としてオープン。2004年には名古屋臨海高速鉄道あおなみ線が開業し、徒歩圏内に荒子川公園駅が設置されたことで利便性が向上したが、ららぽーと名古屋みなとアクルス（2018年開業）やイオンモール名古屋茶屋（2014年開業）などの競合施設が相次いで開業し激戦区となった。専門店街の屋根がテントを張った気密性の低い構造という特性から空調が効かず、冬は寒く夏は暑いという居住性の悪さから次第に競合施設に客足が流れていき、2021年2月28日をもって閉店に至った[10][11][12]。
  - 専門店街は4階建てであるが、晩年には2階以上のほとんどのテナントが撤退し、空きテナント部分には壁面アートや小学校で習う漢字一覧などが掲載された。入居していた映画館のTOHOシネマズ名古屋ベイシティは2020年11月30日に閉館している。
- グランモール - 福岡県遠賀郡水巻町
  - 元は1990年代に「生活城塞都市メルカート」として計画・着工されたが、当時の出店予定テナントの経営破綻や施設へ出入りする道路の導線がわかりづらいなどの問題が重なり、10年以上に渡り放置されていたものの、取付道路を新設するなどの対策を施して開発を再開し、2011年7月に全館オープンを果たした。
  - しかし周辺の複数の競合店に敗れテナントが徐々に減少し、2021年2月以降はスーパーのラ・ムーの1店舗のみが営業している。後に施設中央の区画には北九州イノベーションセンターが新たに開設され、2023年11月に先行して第1期開業を迎えた[13]。また、北九州市八幡西区にも跨る立地であることから、新型コロナワクチン接種会場として利用されたり、一部でバナナ畑としても活用されている[14]。
- レインボープラザ西大和 - 奈良県北葛城郡上牧町
  - 1986年11月にダイエー西大和店を核店舗としたショッピングセンターとして開業。2002年5月31日をもってダイエーが閉店し、同年9月28日にKINSHO（近商ストア）がオープンしたが、こちらも2014年8月31日をもって閉店し、他の専門店の撤退も相次いだ結果、最終的にはダイソー1店舗のみが営業していたが、同店も2022年12月18日をもって休業したことで閉鎖。2024年4月より解体工事が行なわれている。
- レインボー小倉 - 京都府宇治市
  - 元は1975年3月にオープンした西友宇治店で、2001年3月に西友が閉店した後建物を改装、同年4月20日にレインボー小倉としてオープンした。
  - 核店舗はKINSHOだったが、2018年8月26日をもって閉店。その他のテナントも徐々に閉店していき、2019年8月以降はカット専門店のみが残ったが、それも2021年5月30日に閉店したため、一般の立入は禁止となった。2023年に建物が解体され、2024年3月時点では更地になっている。
- 神戸ハーバーランドセンタービル - 兵庫県神戸市中央区
  - 元は1992年9月の神戸ハーバーランドの街開きと共に「神戸西武」が全館に入居して開業したが、1994年12月をもって売上不振を理由に閉店し空きビルとなり、1996年4月に「神戸ハーバーサーカス」として再開業。
  - 「神戸ハーバーサーカス」は2004年3月末に閉館し、運営会社を変更して同年12月3日に「ビーズキス」として改めて開業したものの、2008年に入ると主要テナントの撤退が集中し、運営会社を変更して同年4月25日に「ファミリオ」に改めて開店したが、2011年1月31日をもって14のテナントが一斉に閉店し、入居テナントがなくなった上層階が閉鎖された。よって、テナントが減少し閑散とした時期を複数回経験したことになる。
  - 2014年7月より5代目の運営会社による「ハーバーセンター」としてリニューアルオープンし、2021年7月までには全てのフロアにテナントや施設が入居したことで、デッドモール状態は解消された。
- コトノハコ神戸 - 兵庫県神戸市中央区
  - 1988年9月に「新神戸オリエンタルパークアベニュー・ŌPA」として開業。ダイエー系列のファッションビルブランド「OPA」の語源にもなった商業施設である。
  - その後は「新神戸オリエンタルアベニュー」を経て、2019年7月4日に「コトノハコ神戸」としてリニューアルしたが、閉鎖されているフロアやテナントがほとんど入居していないフロアもある。なお運営会社は他社に移管されているが、以後もダイエーによるスーパー・グルメシティが地下3階に入居している。
- 神戸ファッションプラザ Rink（現・ROKKO i PARK）- 兵庫県神戸市東灘区
  - 元は映画館を含むファッション主体のショッピングセンターだったが、閉店が相次いだ結果、2012年9月に3階の一部と4～9階が閉鎖。2015年3月には3階、2018年3月には2階で唯一営業していた店舗がそれぞれ閉店。2018年7月には1階で営業を継続していたスーパーのパントリーも閉店し、全館閉鎖となった。
  - 2023年5月26日には1・2階にスーパーのヤマダストアーが開店したのを皮切りに、同年中に各階で店舗や施設がオープン。2024年3月1日には「ROKKO i PARK」としてリニューアルを果たし、デッドモール状態は解消された。
- CITY!WAKAYAMA - 和歌山県和歌山市
  - 長崎屋和歌山店の跡地を大規模改装する形でオープン。パチンコチェーン店などを展開する延田エンタープライズによる運営で、同社直営のアミューズメント施設なども営業していたが、各テナントと共に開業から数年で撤退。上層階を中心に空きスペースが目立っており、直営のアミューズメント施設があった最上階のフロアは閉鎖されている。
- グランパーク - 山梨県甲府市
  - 1997年に郊外型モールとしてオープン。甲府バイパス沿いという好立地であるものの、2000年に大店法が執行されるとイトーヨーカドー甲府昭和店などの競合店舗が近隣に相次いで進出し、競争に晒されることとなった。
  - 2006年には当初の管理会社が倒産し、2012年には2社目の運営会社も倒産し、2013年にはネットカフェやボウリング場といった主要店舗が相次いで撤退。2014年5月にノーリツ鋼機が買収するも、末期にはトイザらスとラーメン店のみが営業する状態となり、2024年3月までに全店舗が撤退し閉鎖された。建物は全て解体され、跡地はケーズデンキとなっている。
- ココリ - 山梨県甲府市
  - 2010年10月に商業施設がオープンしたものの、わずか半年で地階の生鮮売り場や2階の小規模店舗が撤退。2階はサブカルチャー関連の店舗が主体であったものの、客層の変化により新しい店舗が入居しても他がすぐ退去する状況が続いた。
  - 2014年にイオングループが支援を表明し、2016年までにフロアが埋まったものの、2020年までにこれらの店舗は退去しイオングループも同年11月30日をもって完全撤退。他の店舗も改装工事で影響のない店舗を除きすべて撤退したが、2023年に岡島が移転する形で全フロアへ進出したことでデッドモールは改善されている。
- じゃんぼスクエア交野 - 大阪府交野市
  - 1982年にニチイを核店舗として開業。バブル崩壊後の1997年にサティに業態転換するも業績は伸び悩み、2002年には長期休業となった。2003年6月にイズミヤを核店舗として営業を続けていたが、2024年1月にイズミヤが撤退[15]。それからテナントの撤退が相次ぎ、現在は地下1階と地上3階が閉鎖、営業中の店舗は地上1階と2階のみとなっている。
- リベル - 兵庫県尼崎市
  - 1990年に阪神出屋敷駅前の商店街にあった店舗を迎え入れ、ダイエー出屋敷店を核店舗として開業。
  - ダイエーが2005年10月31日に閉店すると、専門店の大半も連鎖的に撤退。2008年には1階に新たな核店舗として関西スーパーが入居したものの、地下1階を中心に入居テナントが埋まりきっていない状況下にある。
- 大東サンメイツ 一番館 - 大阪府大東市
  - 1978年11月にイズミヤ大東店を中核店舗してオープン。2018年6月5日にイズミヤが閉店してからは、1・2階以外の大半のフロアを閉鎖する事態になった。
  - 2021年4月30日には残った専門店街も閉店し、しばらくは通路として残されたが、2022年より解体工事が始まった。